# MacGyver
MacGyver è una serie televisiva di avventura creata da Lee David Zlotoff e incentrata sull'omonimo personaggio, Angus MacGyver, interpretato da Richard Dean Anderson. Venne trasmesso negli Stati Uniti per sette stagioni dalla ABC, dal 1985 al 1992; in Italia dal 1988 su Italia 1, ogni mercoledì sera in prima serata, poi sabato sera e inserito successivamente in programmazione quotidiana nelle fasce orarie pomeridiane, fino al 1992. La settima stagione arriva in Italia solo nel 1994, ogni domenica.
La serie televisiva è stata poi replicata più volte su vari canali, tra i quali Italia 1, Rete 4, LA7, Duel TV, AXN e Fox Retro. Dal 25 luglio 2022 su Pluto TV è disponibile MacGyver, un canale dedicato interamente alla serie. Dopo la conclusione della serie sono stati girati due film televisivi: MacGyver - Il tesoro di Atlantide e MacGyver - Il giorno del giudizio, trasmessi entrambi negli USA sul canale ABC e in Italia nel 1995 su Italia 1. Nel 2016 ne è stato prodotto un remake omonimo in cui il personaggio principale è interpretato da Lucas Till.

## Trama
MacGyver è un agente operativo di un'Agenzia Governativa (chiamata DXS che sta per Department of eXternal Services) che, successivamente, diviene un attivo collaboratore della Fondazione Phoenix come risolutore di problemi. Ha prestato servizio nelle forze speciali dell'esercito degli Stati Uniti come artificiere durante la guerra del Vietnam. Laureato in fisica, è pieno di risorse e dotato di una conoscenza enciclopedica delle scienze fisiche, che risolve problemi complessi con l'immancabile coltellino svizzero e talvolta il nastro adesivo, che utilizza spesso nei suoi cosiddetti "macgyverismi": il principale punto di forza di MacGyver è l'applicazione pratica delle sue conoscenze scientifiche e l'uso creativo di oggetti e cose che trova attorno a lui. Le soluzioni intelligenti di MacGyver hanno risolto problemi apparentemente irrisolvibili, spesso in situazioni di vita o di morte che gli richiedono di improvvisare dispositivi complessi. In sette stagioni ha poche relazioni d'amore, una delle quali gli diviene quasi fatale. MacGyver è un ex giocatore di hockey su ghiaccio, cresciuto in Minnesota dove si è laureato, vive e opera a Los Angeles, pur spostandosi laddove le sue missioni lo richiedono.
Oltre a ripudiare le risoluzioni violente e l'uso delle armi da fuoco, non fuma ed è astemio. Queste scelte di vita sono spiegate in due episodi: il ripudio per le armi è nato quando, da bambino, si trovava in compagnia di amichetti che giocavano con una pistola carica e partendo accidentalmente un colpo uno di loro morì. Il ripudio per l'alcool è invece nato quando un suo amico perse la vita in un incidente stradale poiché ubriaco. Non ha famiglia, perché perde il padre e la nonna paterna in un incidente stradale mentre la madre muore d'infarto durante una missione in Afghanistan. Gli unici parenti di cui si viene a conoscenza durante la serie sono il nonno Harry Jackson, che muore nell'episodio della quinta stagione La nave del sole, ed il figlio Sean, di cui viene a conoscenza solamente nell'ultimo episodio della serie.
MacGyver è un eroe solitario nonostante sia circondato da molti amici. Primo tra tutti è Peter "Pete" Thornton, Direttore delle Operazioni della Fondazione Phoenix e anche lui ex agente della DXS, agenzia per la sicurezza degli USA. Le missioni e i compiti di MacGyver cambiano di episodio in episodio e spesso hanno a che fare con spietati criminali o scaltri truffatori. Il suo nemico per eccellenza è Murdoc, che compare in diversi episodi con l'obiettivo specifico di uccidere MacGyver, senza mai riuscirvi. L'eroe, sportivo e single, si ritroverà una sorpresa inaspettata alla fine della serie; scoprirà di essere padre e rinuncerà alla neo-presidenza della Fondazione Phoenix.

## Personaggi
- Richard Dean Anderson veste i panni di Angus MacGyver in sette stagioni e in due film per il piccolo schermo.
Il personaggio della serie è sempre chiamato MacGyver e si scopre il nome di battesimo (Angus) solo negli episodi MacGyver alla corte di Re Artù e Tutto può cambiare.
- Dana Elcar: Peter Thornton (stagioni 1-7), migliore amico di MacGyver, nonché Direttore delle operazioni della Phoenix Foundation. Ha una moglie da cui è divorziato che si vede solo in due episodi (stagione 2 e 6). Ha anche un figlio di nome Michael che compare solo due volte e, per di più, con il volto di due attori diversi (come avvenuto per la moglie).
L'attore, malato di glaucoma, viene in un primo momento allontanato dalla produzione finché Richard Dean Anderson insiste per averlo di nuovo al suo fianco per tutte le nuove stagioni. La produzione decide così di adattare lo stato di salute del personaggio a quello dell'attore.[2] Verso la fine della serie Dana Elcar diviene cieco.
- Bruce McGill: Jack Dalton (stagioni 2-7), pilota di aerei, amico storico di MacGyver, si trova sempre in mezzo ai guai che poi MacGyver deve puntualmente risolvere. Spesso racconta frottole, tuttavia un tic all'occhio sinistro lo smaschera quando mente. MacGyver ne rimane comunque un amico fraterno.
- Michael Des Barres: Murdoc (stagioni 2-7), uno dei più acerrimi nemici di MacGyver; è un assassino e lavora per una organizzazione criminale che compie delitti su commissione. Murdoc non si fa scrupoli per ottenere ciò che vuole e odia MacGyver, con cui ha avuto diversi scontri e ha sempre avuto la peggio; ogni volta però che MacGyver crede di averlo eliminato, Murdoc ritorna più agguerrito di prima, pronto a perseguire nuovamente le proprie attività. Murdoc però non è una persona che non prova sentimenti: infatti, quando i suoi genitori furono uccisi, egli fece in modo che sua sorella crescesse lontana dal suo mondo per proteggerla. Nonostante questo i membri di questa rapiscono la sorella per ricattarlo quando Murdoc decide di non lavorare più per l'organizzazione; Murdoc allora chiede aiuto proprio a MacGyver per liberarla, promettendo in cambio le prove che incastrerebbero i membri dell'organizzazione e Murdoc stesso. Liberata la ragazza però Murdoc fugge di nuovo.[3] Un'altra sua debolezza è la paura dei serpenti. Nello stesso episodio, quando si trova a dover attraversare una fossa di questi rettili, rivolgendosi a MacGyver ammette quasi piagnucolando di odiare i serpenti.
- Elyssa Davalos: Nikki Carpenter (stagione 3), agente della Fondazione Phoenix che coopera con MacGyver e che ha un feeling di "amore e odio" con il protagonista.
- Teri Hatcher: Penny Parker (stagioni 2-5), conosciuta da MacGyver per caso in una rocambolesca avventura in Bulgaria. I due diventeranno buoni amici e si rivedranno in diverse avventure.

## Episodi
| Stagione         | Episodi | Prima TV originale | Prima TV Italia |
| ---------------- | ------- | ------------------ | --------------- |
| Prima stagione   | 22      | 1985-1986          | 1988-1989       |
| Seconda stagione | 22      | 1986-1987          | 1989-1991       |
| Terza stagione   | 20      | 1987-1988          | 1991            |
| Quarta stagione  | 19      | 1988-1989          | 1991            |
| Quinta stagione  | 21      | 1989-1990          | 1992            |
| Sesta stagione   | 21      | 1990-1991          | 1992            |
| Settima stagione | 14      | 1991-1992          | 1992-1994       |

L'edizione italiana è curata da Natasha Gerodetti per la Fininvest. Il doppiaggio è stato eseguito dalla Società Attori Sincronizzatori.

## Film TV
Dopo la cancellazione della serie furono girati due film TV, sempre con Richard Dean Anderson nei panni di MacGyver (ne fu anche co-produttore):
- Lost Treasure of Atlantis (Il tesoro di Atlantide) andato in onda in 1^ TV negli Stati Uniti il 14/05/1994 mentre in Italia il 11/06/1995.
- Trail to Doomsday (Il giorno del giudizio) andato in onda in 1^ TV negli Stati Uniti il 24/11/1994 mentre in Italia il 28/05/1995.

Le suddette produzioni non poterono utilizzare la fanfara della serie televisiva per problemi legati ai diritti, dunque la colonna sonora fu cambiata.

## Trasposizione cinematografica
L'ideatore della serie, Lee David Zlotoff, aveva annunciato al Maker Faire 2008 di poter produrre un nuovo film su MacGyver; egli ha detto inoltre che per la produzione del film ci sarebbe stato a disposizione un alto budget. Zlotoff ha aggiunto che aveva acquistato i diritti totali sulla serie molti anni prima. Il film sarebbe stato portato sul grande schermo dalla New Line Cinema, con la produzione di Raffaella de Laurentiis; il padre Dino avrebbe dovuto essere il produttore esecutivo. La sceneggiatura sarebbe stata affidata a Jason Richman. Ad oggi nessuna trasposizione è mai stata realizzata.

## Reboot
Nel 2016 è andata in onda la prima stagione del remake della serie, intitolato MacGyver, in cui il personaggio principale è interpretato dall'attore Lucas Till.

## Nella cultura di massa
Il comico Jorma Taccone ha creato una parodia della serie MacGyver, dal titolo MacGruber, andata in onda al Saturday Night Live sulla NBC; lo stesso Richard Dean Anderson si è prestato ad alcuni sketch impersonando proprio MacGyver, che si scopre essere il padre di MacGruber e che abbandonò il figlio e sua madre per una spogliarellista. Nato come sketch al Night Live, MacGruber ha avuto una trasposizione cinematografica, tuttavia l'ideatore di MacGyver, Lee David Zlotoff ha fatto una causa legale alla Universal Pictures per violazione di copyright. Il film è uscito nelle sale il 21 maggio 2010.
Sempre Richard Dean Anderson ha indossato ancora i panni di MacGyver in una serie di spot in chiave umoristica per MasterCard e Pepsi. Lo spot per Mastercard andò in onda durante il Superbowl e mostrava un MacGyver intento a liberarsi da una trappola con uno dei suoi espedienti usando oggetti comprati a poco prezzo grazie alla carta Mastercard. Gli spot per Pepsi invece vedevano Richard Dean Anderson insieme a Will Forte nei rispettivi ruoli di MacGyver e MacGruber; uno di questi spot andò in onda per il Superbowl.
Richard Dean Anderson è un fan de I Simpson ed è stato invitato a partecipare come guest star nell'episodio della diciassettesima stagione Kiss kiss, Bang Bangalore. Nell'episodio Patty e Selma Bouvier, accanite fan di MacGyver, decidono di rapire Anderson e, camuffandolo come il protagonista, lo costringono a vedere le puntate del telefilm insieme a loro.
In un sondaggio della McCormick Tribune Foundation, MacGyver è risultato l'eroe da cui gli Statunitensi vorrebbero essere aiutati in un'emergenza. Il sondaggio, che ha come scopo stimolare gli Statunitensi a prepararsi meglio nell'eventualità di un disastro, proponeva altre sei scelte: Indiana Jones, John McClane, James Bond, Jason Bourne, Lara Croft e Jack Bauer; MacGyver ha vinto con una percentuale di voto del 27%.
Nel 2015 il verbo "MacGyver" viene riconosciuto ufficialmente dall'Oxford Dictionary, con il significato di: "creare e riparare un oggetto in maniera creativa e con inventiva utilizzando gli oggetti che si hanno a disposizione".

## DVD
La collezione delle sette stagioni è reperibile in sette cofanetti DVD. Questi poi sono stati raccolti in un unico cofanetto da 38 dischi. In alternativa nel Regno Unito si può trovare un cofanetto da 39 dischi, contenente tutte e sette le stagioni in lingua italiana, più i due film in un disco extra solo con la traccia originale inglese, ma con i sottotitoli in italiano.
Il 2 novembre 2021 la CBS pubblica le sette stagioni in Blu-ray, ma non in lingua italiana.
A partire dal 28 marzo 2024, Plaion Pictures ha reso disponibile un cofanetto con 37 dischi Blu-ray che, oltre all'intera serie, include:
- Intervista con l'attore principale Richard Dean Anderson
- Intervista con l'attore che interpreta Murdoc, Michael Des Barres
- Intervista con il creatore della serie, Lee David Zlotoff
- Intervista con James L. Conway
- Intervista con Corrado E. Palmisano
- Versioni doppiate alternative
- Episodio 1 della serie successiva del 2017
- Libretto con un saggio di Stefan Jung e una guida agli episodi